# Chiesa di Santa Maria (Linari)
La chiesa di Santa Maria è un edificio sacro, oggi ridotto allo stato di rudere situato a Linari, una frazione di Barberino Val d'Elsa, in provincia di Firenze, arcidiocesi della medesima città.

## Storia
La chiesa era esistente in epoca romanica ma le testimonianze più antiche pervenuteci risalgono al XIII secolo. In quell'epoca la chiesa era usata dagli abitanti del borgo di Linari non solo come edificio religioso ma , data la sua posizione, anche come luogo di avvistamento degli eventuali nemici intenzionati ad assaltare il castello. Non potendo entrare nel castello il nemico era costretto per raggiungere Poggibonsi o Certaldo ad effettuare una lunga deviazione attraverso boschi, guadando torrenti che nel periodo invernale a causa delle frequenti esondazioni allagavano la sottostante Valcanora rendendola una palude.
La chiesa servì anche al neonato libero comune di Linari quale sede di assemblee popolari e del consiglio comunale. Fin dall'anno 1313 nella chiesa di S.Maria esistevano due confraternite: la Societas Sancte Marie che teneva un ospizio per i pellegrini e i poveri di passaggio e la Societas Discipline cioè una compagnia di penitenti, come numerose si trovavano nelle città vicine Siena e Firenze.

## Arte e architettura
La chiesa di epoca romanica presentava una piccola abside semicircolare,  abside che venne smantellata in occasione dei lavori effettuati nel XVIII secolo. La chiesa si presenta in stato di abbandono ed è ormai priva del tetto. All'interno in tempo ha fatto il suo corso distruggendo completamente tutte le decorazioni realizzate in epoca barocca.
Da segnale il bel campanile settecentesco che si è mantenuto in buono stato.
All'interno della chiesa erano ospitate diverse opere d'arte tra cui la Madonna con il Bambino e Santi di Neri di Bicci attualmente conservata nella chiesa di Santo Stefano.